# Саполович, Яков Осипович
Яков Осипович Саполович (1760—1830) — профессор хирургии.

## Биография
Яков Саполович родился в 1760 году в Киевской губернии Российской империи. В 1772 году пошел учиться в Киево-Могилянскую академию. С 1778 года один год проучился в Кронштадтской госпитальной школе, и в 1779 году перевёлся в госпитальную школу при Петербургском генеральном сухопутном госпитале. Уже 1780 году имел звание подлекаря, а в 1783 году, получив очередное звание лекаря, по рекомендации профессора Тереховского стал прозектором госпиталя. Вскоре оператор госпиталей адмиралтейского и кронштадтского.
Звание доктора медицины удостоился в 1790 году и становится профессором хирургии теоретической и оперативной в Петербургском медико-хирургическом училище на базе обоих петербургских госпиталей, адмиралтейского и сухопутного.
В 1795 году Яков Осипович Саполович становится членом Медицинской коллегии.
С 1796 года до 1829 года работал директором Петербургского медико-инструментального завода. В период его руководства был отмечен рост эффективности завода.

Завод для делания хирургических инструментов доведен до такой степени совершенства, что не уступает наилучшим в сем роде иностранным фабрикам и доставляет всё нужное количество инструментов, которое прежде выписывали из чужих краев.— Всеобщий журнал врачебной науки
В 1798 году при утверждении новых штатов, преобразованной из Петербургского медико-хирургического училища, медико-хирургической академии отказался от преподавательской деятельности.
В 1814 году Яков Осипович Саполович был избран почетным членом Петербургской медико-хирургической академии.

## Достижения
- Саполович произвел с полным успехом в 1785 г. три литотомии.
- Один из первых российских врачей применявших перкуссию, аускультацию и стетоскоп[1].
- Совместно с Карпинским создал образец нового полкового хирургического набора.